# Дикон, Джон
Джон Ри́чард Ди́кон (англ. John Richard Deacon; род. 19 августа 1951[…], Лестер) — британский музыкант, наиболее известный как бас-гитарист группы Queen.
Дикон присоединился к Queen позже всех — в 1971 году. Также он являлся самым младшим участником группы (на тот момент Джону было всего 19 лет). На нескольких альбомах Дикон выступал в качестве ритм-гитариста, играл на акустической гитаре и клавишных во время концертов, а также в клипах. В отличие от остальных своих коллег по группе, Дикон никогда не пел сольные партии, ограничиваясь лишь бэк-вокалом.
Джон Дикон является автором самого коммерчески успешного сингла («Another One Bites the Dust») за всю историю существования группы Queen. Кроме того, Дикон — автор песен: «You're My Best Friend», «Spread Your Wings», «Back Chat», «One Year of Love», «I Want to Break Free» и др.
После смерти Фредди Меркьюри Дикон принял участие в следующих проектах группы: в концерте памяти Фредди Меркьюри (1992), в записи альбома «Made in Heaven» (1993—1995), в записи единственной песни группы, написанной без участия Фредди Меркьюри, «No-One But You (Only The Good Die Young)», и в съемках клипа к ней (1997), а также в организованной Элтоном Джоном концертной программе «The Show Must Go On» (1997). После 1997 года отошёл от дел группы и сошёл с большой сцены, отказавшись от дальнейшей работы в музыкальной индустрии.
В 2004 году отказался от совместной работы с Брайаном Мэйем и Роджером Тейлором в рамках проекта «Queen + Paul Rodgers». Тем не менее, по словам Брайана Мэя, Дикон дал проекту своё «молчаливое согласие».
Дикон не присутствовал на официальной церемонии включения участников группы Queen в Зал славы рок-н-ролла (Кливленд, США).

## Ранние годы
Джон Ричард Дикон родился 19 августа 1951 года в городе Лестер, графство Лестершир, Великобритания.
Его отец Артур Генри Дикон имел стабильную работу в страховой компании Norwich Union. В 1960 году семья переехала в «спальный» город Одби. Джон последовательно закончил все три уровня образования, традиционные для англичан: младшие (школа Линден в Летчестере), средние (гимназия Гартри в Одби) и старшие (колледж Битчэм с гуманитарным уклоном в Одби) классы.
В возрасте семи лет Джон получил в подарок от родителей свою первую гитару — красную пластмассовую «Tommy Steele». Однако, поначалу мальчик увлекся вовсе не музыкой: он заинтересовался электроникой, читал журналы на эту тему, конструировал различные небольшие устройства. Джон даже модифицировал катушечный магнитофон для записи проигрываемых на радио песен: в основном это были хит-парады Алана Фримана и The Beatles.
Ливерпульская четверка, в итоге, и стала катализатором интереса Джона к музыке. Он решает научиться играть на гитаре. По утрам мальчик подрабатывает разносчиком газет и вскоре ему удается скопить достаточно денег, чтобы купить желаемый инструмент и приступить к упражнениям.
Ещё будучи школьником, в четырнадцать лет (в 1965 году) Джон Дикон сформировал свою первую группу The Opposition (с 1966 года The New Opposition). Поначалу он числился в ней ритм-гитаристом и играл на инструменте, купленном у одного из участников группы.
Бас-гитаристом он стал ввиду сложившихся обстоятельств: предыдущего басиста исключили из-за несоответствия общему музыкальному уровню команды и недостаток бас-гитары нужно было срочно заполнить. Именно тогда он купил свою первую бас-гитару EKO за 22£.
Джон был также и архивистом The Opposition: он собирал вырезки из газет с упоминанием группы, даже если это был просто анонс очередного выступления.
Последний концерт с The Opposition (позже, после ухода Дикона, она будет называться The Art) Джон Дикон отыграл 29 августа 1969 года — это было связано с тем, что Дикона за способности к радиоэлектронике пригласили в Лондон для дальнейшего обучения в техническом колледже Челси (сейчас он является составляющей частью Лондонского Имперского колледжа).
Уезжая в Лондон, Дикон оставляет бас-гитару и усилитель в родном Одби, но уже через полгода он понимает, что внутренняя потребность состоять в какой-нибудь музыкальной группе не поддается контролю. Он просит свою мать, Молли, переслать ему в колледж музыкальное оборудование.

В октябре 1970 года Джон Дикон посетил концерт уже существовавшей на тот момент группы Queen:
Они были одеты все в чёрное, свет был очень тусклым — так что, все, что я мог видеть, были четыре темных силуэта… В то время они не произвели на меня впечатления.
В это же время Дикон пытается создать новый коллектив и отчасти это у него получается — вновь сформированная команда даже дала концерт 21 ноября 1970 года в колледже Челси. Концерт, однако, был единственным.

## В составе Queen
Дикон регулярно просматривает газету «Melody Maker» в поисках вакантных мест в музыкальных группах. По одной из легенд, в начале 1971 года Дикон наконец находит такое объявление, которое и приводит его на прослушивание в группу «Queen».
Однако существует и другая легенда — более прозаичная. Согласно ей, в феврале 1971 Дикон посещает дискотеку, где его в качестве бас-гитариста представляют Брайану Мэю и Роджеру Тейлору, которые в это время находятся в активном поиске басиста — последнего недостающего звена в их коллективе. Его приглашают на прослушивание, которое состоялось два дня спустя в лекционном зале Лондонского Имперского колледжа науки, медицины и техники. Из этого зала Дикон вышел уже полноценным участником команды. Измученные поиском хорошего басиста, Тейлор, Мэй и Меркьюри сразу оценили музыкальный талант Дикона, его тихий нрав и навыки в электронике, которые были очевидны при игре на электрической гитаре. Дикон стал седьмым и последним из всех претендентов на место бас-гитариста.
Несмотря на то, что он был на несколько лет моложе остальных, Дикон сразу же вписался в группу.

Брайан Мэй позже вспоминал:
Мы сразу поняли, что он — то, что надо, хоть он и был чересчур тихим. Джон с нами почти не разговаривал! У нас уже было несколько бас-гитаристов, но мы с ними расстались: либо характер, либо музыкальные способности нас не устраивали. Так продолжалось до тех пор, пока мы не нашли Джона через друзей. Поначалу мы звали его Дикон Джон, и именно в таком виде его имя появилось на первом альбоме, но потом он попросил называть его Джоном Диконом, собственно, так, как его зовут. Я даже не знаю, почему мы звали его иначе — так, очередная глупая ошибка.
Через полгода, 2 июля 1971 года, состоялся концерт «Queen» с участием Джона Дикона.
Свой первый значительный «вклад» в общее творческое наследие группы Дикон внес композицией «Misfire», которая появилась на их третьем альбоме «Sheer Heart Attack». Она снискала у публики малую славу, в отличие, например, от второй песни Дикона «You're My Best Friend», которая, без всяких сомнений, стала мировым хитом. Такая же участь была уготована другим песням Дикона — «Spread Your Wings», «Another One Bites the Dust», «I Want to Break Free» и другие.
Самостоятельно Джон Дикон писал меньше остальных, но многие его композиции становились стопроцентными хитами. Об этом также неоднократно говорили его коллеги по группе.

#### Исполнительское мастерство
Гордон Флетчер, рецензия журнала Rolling Stone:

Достаточно просто сказать, что общий продукт барабанщика Роджера Тейлора и басиста Джона Дикона представляет собой колоссальной мощности вулкан, извержение которого заставило Землю вздрогнуть!…

Высокий профессионализм и уникальность Дикона как бас-гитариста подчёркивал басист Iron Maiden — Стив Харрис.

#### Оборудование и бас гитары
В качестве квалифицированного инженера в области электроники Джон часто был ответственным за оборудование для своей команды. Использовавшийся Диконом и впоследствии Брайаном Мэйем самодельный усилитель Дикона до сих пор носит персональное имя музыканта и, отчасти, изобретателя — «Deacy Amp».
Основные бас гитары:
1971—1972 Rickenbacker 4001
1973—1977 Fender Precision Bass Sunburst
1973—1986 Fender Precision Bass Natural Finish
1986—1997 Fender Precision Bass Black Finish
(Во время концерта на одном Fender он играл, а другой был запасным)
Дополнительные гитары:
1977—1979 Fender '51 Precision Bass (использовалась для исполнения некоторых песен и как запасная на концертах)
1977, 1980—1985 Music Man StingRay (в 1977 как запасная на концертах, с 1980 по 1985 использовалась для исполнения Another One Bites the Dust)
1980—1982 Kramer DMZ (запасная на концертах, использовалась в клипе Play The Game)
1981—1985 Fender Special Precision Bass (использовалась для исполнения некоторых песен в студии и Under Pressure на концертах)
1983—1992 Fender Elite Precision Bass (использовалась для исполнения некоторых песен в студии, для исполнения Radio Ga-Ga и как запасная на концертах)
1986—1991 Giffin Natural Wood Finish Bass (использовалась в студии)
1986 Warwick Buzzard (использовалась в клипе Friends Will Be Friends)
Усилители:
1971—1973 Orange AD-200B
1974 — HiWatt
1975—1995 Acoustic 371

#### Участие в финансовых делах группы
Самый тихий участник группы, Дикон тем не менее был её «экономическими мозгами», вел все её финансовые дела.

Кит Мур, бухгалтер Queen:
Джон был и внутренним контролером, и администратором, и бухгалтером… Я очень доволен, что он принял на себя эти роли. Иногда я имел с ним встречи, которые длились по пять часов, и после того, как мы заканчивали обсуждение всех вопросов, он уходил и рассказывал остальным, о чем мы говорили. Затем они принимали совместное решение. Джон возвращался, чтобы сообщить его мне.
Фредди Меркьюри о Диконе:
Джон Дикон внимательно следил за всем делопроизводством. Он знал все, что должно и чего не должно происходить. Если бы Бог покинул нас, остальные члены группы не стали бы делать ничего без одобрения Джона.

## Уход из Queen и полемика вокруг группы
В 80-е Джон неоднократно заявлял в своих интервью, что не намерен всю жизнь быть только басистом Queen и хочет участвовать в проектах вне группы. Последнее выступление Дикона состоялось на стадионе Уэмбли 20 апреля 1992 года в рамках Лондонского благотворительного концерта памяти Фредди Меркьюри.
В 1997 году он принял участие в мемориальном концерте, по итогам которого была записана песня «No-One but You (Only the Good Die Young)».
В 2001 году Дикон официально и довольно резко высказался по поводу совместной работы Брайана Мэя и Роджера Тейлора с музыкантом Робби Уильямсом над ремейком к песне We Are The Champions для фильма «История рыцаря». В интервью газете The Sun Дикон заявил:

Это одна из величайших песен, когда-либо написанных человечеством, и я думаю, что они погубили её. Не хотелось бы язвить, но давайте просто признаем, что Робби Уильямс — не Фредди Меркьюри. Фредди невозможно заменить, и уж тем более Уильямсом.

В 2004 году он отказался от совместной работы с Брайаном Мэем и Роджером Тейлором в рамках проекта «Queen + Paul Rodgers». Тем не менее, по словам Брайана Мэя, Дикон дал проекту своё «молчаливое согласие».
Дикон не присутствовал на официальной церемонии включения участников группы Queen в Зал славы рок-н-ролла (Кливленд, США).

## Личная жизнь
Джон Дикон живёт в районе Патни на юго-западе Лондона с женой Вероникой. Они поженились 18 января 1975 года, к тому времени Вероника была беременна их первым ребёнком. У них шестеро детей:
- сын Роберт Дикон (род. 18 июля 1975)
- сын Майкл Дикон (род. 3 февраля 1978)
- дочь Лора Дикон (род. 25 июня 1979)
- сын Джошуа Дикон (род. 13 декабря 1983)
- сын Люк Дикон (род. 5 декабря 1992)
- сын Кэмерон Дикон (род. 7 ноября 1993)

Согласно информации The Sunday Times Rich List, на 2015 год состояние Дикона оценивалось в 85 миллионов фунтов стерлингов.

## Дискография музыканта
Песни Queen, написанные Джоном Диконом и вышедшие отдельными синглами:
- «You’re My Best Friend» из A Night at the Opera
- «Spread Your Wings» из News of the World
- «Another One Bites the Dust» и «Need Your Loving Tonight» из The Game
- «Сool Cat» (в соавторстве с Фредди Меркьюри) из Hot Space
- «Back Chat» из Hot Space
- «I Want to Break Free» из The Works
- «Friends Will Be Friends», «Pain Is So Close to Pleasure» (обе написаны в соавторстве с Фредди Меркьюри) и «One Year of Love» из A Kind of Magic

Избранные композиции Queen:
- «Misfire»
- «You're My Best Friend»
- «You And I»
- «Spread Your Wings»
- «Who Needs You»
- «If You Can’t Beat Them»
- «In Only Seven Days»
- «Another One Bites the Dust»
- «Need Your Loving Tonight»
- «Back Chat»
- «Cool Cat» (композитор)
- «I Want to Break Free»
- «One Year of Love»
- «Pain Is So Close to Pleasure» (композитор)
- «Friends Will Be Friends» (композитор)
- «The Miracle» (композитор)
- «Rain Must Fall» (композитор)
- «My Baby Does Me» (композитор)
- «The Hitman» (композитор)
- «My Life Has Been Saved»

## Киновоплощения
- Джозеф Маццелло — «Богемская рапсодия», США, Великобритания, 2018.